# Gnamptogenys striatula
Gnamptogenys striatula é uma espécie de formiga do gênero Gnamptogenys.